# Cornelius Bronsveld
Cornelius Bronsveld MAfr (* 17. Februar 1905 in Bussum, Niederlande; † 14. Januar 1980) war ein niederländischer Ordensgeistlicher und römisch-katholischer Erzbischof von Tabora.

## Leben
Cornelius Bronsveld trat der Ordensgemeinschaft der Weißen Väter bei und empfing am 29. Juni 1930 das Sakrament der Priesterweihe.
Am 31. Mai 1950 ernannte ihn Papst Pius XII. zum Titularbischof von Carallia und zum Apostolischen Vikar von Tabora. Der Bischof von Haarlem, Johannes Petrus Huibers, spendete ihm am 22. August desselben Jahres die Bischofsweihe; Mitkonsekratoren waren der Apostolische Vikar von Mbeya, Antoon van Oorschoot MAfr, und der Koadjutorbischof von Breda, Jozef Willem Maria Baeten.
Cornelius Bronsveld wurde am 25. März 1953 infolge der Erhebung des Apostolischen Vikariats Tabora zum Erzbistum erster Erzbischof von Tabora. Am 21. Dezember 1959 nahm Papst Johannes XXIII. das von Bronsveld vorgebrachte Rücktrittsgesuch an und bestellte ihn zum Titularerzbischof von Leontopolis in Augustamnica. Er verzichtete am 30. November 1970 auf das Titularerzbistum Leontopolis in Augustamnica.
Bronsveld nahm an der ersten und zweiten Sitzungsperiode des Zweiten Vatikanischen Konzils teil.